# Еріх Нойман
Еріх Нойман (івр. אריך נוימן; 23 січня 1905 — 5 листопада 1960) — німецький психолог, філософ, письменник і учень Карла Юнга.

## Життя і кар'єра
Нойман народився в Берліні в єврейській родині. Він здобув ступінь доктора філософії в Університеті Ерлангена — Нюрнберга в 1927 році. Потім він продовжив вивчати медицину в Берлінському університеті, де здобув свій перший ступінь з медицини в 1933 році.
У 1934 році Нойман і його дружина Джулі, які були сіоністами, переїхали до Тель-Авіва, щоб уникнути переслідувань з боку нацистського уряду. Упродовж багатьох років він регулярно повертався до Цюриха, Швейцарія, щоб читати лекції в Інституті К. Г. Юнга. Він також часто читав лекції в Англії, Франції та Нідерландах, був членом Міжнародної асоціації аналітичної психології та президентом Ізраїльської асоціації аналітичних психологів. Він практикував аналітичну психологію в Тель-Авіві з 1934 року до своєї смерті від раку нирки в 1960 році.

## Доробок
Нойман зробив внесок у розвиток психології розвитку та психології свідомості та творчості. Його найбільш помітним внеском була його теорія жіночого розвитку, для якої він опублікував численні журнали та книги, включаючи Велику Мати.
Він почав працювати з глибинної психології, щоб розкрити психологічні міркування та події, які передували тому, як зміцнення нацизму стало тріумфом для Німеччини та його вплив на Другу світову війну. Глибинна психологія — це терапевтичний підхід до тонкого несвідомого та людського досвіду, включаючи трансперсональні аспекти, такі як сни, комплекси та архетипи. Упродовж цього часу Нойман зосереджувався на юнгівській концепції тіні, фрейдистській концепції ідентифікації та інших особистісних рисах тварин, властивих людям.
Нойман також суперечив «старій» етиці — неможливому придушенню тіні, що призвело до втрати здатності звертатися до сучасних західних культур. Придушення тіні призведе до ворожнечі і заворушень. Нойман пов'язав стару етику з психологією цапа відпущення. «Психологія цапа відпущення справляє найбільш катастрофічні наслідки для життя колективу (де це призводить до воєн і знищення групи, що дотримується думок меншості)».
Він мав теоретичний і філософський підхід до аналізу, що відрізнявся від клінічного підходу в Англії та Сполучених Штатах.
Його найціннішим внеском у психологію стала емпірична концепція «центроверсії», синтезу екстра- та інтроверсії.

## Роботи
Його найбільш невмирущий внесок у юнгіанську думку — «Походження та історія свідомості» (1949) і «Велика мати» (1955). Інша робота, «Глибинна психологія та нова етика», розповідає про людську деструктивність і те, як людський розум ставиться до власної тіні.
Нойман продовжив свої дослідження жіночих архетипів у своїх «Мистецтві та творчому несвідомому», «Страху жіночого», «Аморі та психіці».
Нойман також писав вірші, роман під назвою «Початок» (Der Anfang), а в 1932 році провів критичне дослідження творів Франца Кафки в той час, коли Кафка був ще другорядною фігурою в літературному світі.

## Цитування
1. 1 2  Bibliothèque nationale de France BNF: платформа відкритих даних — 2011.
2. 1 2 3  Deutsche Nationalbibliothek Record #118587277 // Gemeinsame Normdatei — 2012—2016.
3. ↑  Erel Shalit: Gershom Scholem: Obituary for Erich Neumann. www.erelshalit.com. Архів оригіналу за 12 вересня 2021. Процитовано 16 березня 2016.
4. 1 2 3  Zakai, Avihu (1 червня 2020). Erich Neumann and the Crisis of Western Ethics. Society (англ.). 57 (3): 332—342. doi:10.1007/s12115-020-00487-2. ISSN 1936-4725.
5. 1 2 3 4  Camille Paglia (2006). Erich Neumann: Theorist of the Great Mother (PDF). Процитовано 30 грудня 2018.
6. ↑  Hopcke, Robert H. (1989). Jung, Jungians and Homosexuality. Boston: Shambhala Publications, Inc. с. 70. ISBN 0-87773-585-9.

## Загальні посилання
- Meier-Seethaler, C (October 1982). The child: Erich Neumann's contribution to the psychopathology of child development. The Journal of Analytical Psychology. England. 27 (4): 357—79. doi:10.1111/j.1465-5922.1982.00357.x. ISSN 0021-8774. PMID 6754672.
- Neumann, Erich. Depth Psychology and a New Ethic. Shambhala; Reprint edition (1990). ISBN 0-87773-571-9.
- Neumann, Erich. The Child. English translation by Ralph Manheim, C.G. Jung Foundation for Analytical Psychology, Inc.; Hodder and Stoughton (1973). ISBN 0-340-16516-2.
- Ortíz-Osés, Andrés. La Diosa madre. Trotta; (1996). ISBN 84-8164-099-9